# Ramin Hasanov
 (décembre 2024).
Pour les articles homonymes, voir Hasanov.
Ramin Hasanov (en azéri: Ramin Müzəffər oğlu Həsənov; né le 7 novembre 1977) est un diplomate azerbaïdjanais, Ambassadeur extraordinaire et plénipotentiaire de la République d'Azerbaïdjan en Corée du Sud.

## Biographie
Ramin Muzaffar oghlu Hasanov est né le 7 novembre 1977. Il est diplômé du lycée en 1994. En 1994-1998, il étudie au baccalauréat à la Faculté des relations internationales et du droit international de l'Université d'État de Bakou. En 1998-2000, il poursuit ses études au niveau master de la même faculté et en 2000, il obtient une maîtrise en droit international. En 1999, il fréquante les cours pour diplomates étrangers au Ministère des Affaires étrangères de l'Allemagne.
Ramin Hasanov obtient le rang diplomatique d'Ambassadeur extraordinaire et plénipotentiaire par arrêté n° 1320 du Président de la République d'Azerbaïdjan du 9 juillet 2019. Il représente l'Azerbaïdjan dans de nombreux événements bilatéraux et multilatéraux au sein des délégations officielles de la République d'Azerbaïdjan.

## Carrière diplomatique
Ramin Hasanov commence son service diplomatique en 1999. En 1999-2000, il travaille comme attaché au Département européen et canadien du ministère des Affaires étrangères de la République d'Azerbaïdjan. En 2000 - 2003, il travaille comme attaché et troisième secrétaire de l'ambassade de la République d'Azerbaïdjan en Allemagne. En 2003-2004, il est le troisième secrétaire et le deuxième secrétaire du premier département occidental du ministère des Affaires étrangères de la République d'Azerbaïdjan. 
En 2004-2005, Ramin Hasanov est deuxième secrétaire au Département du droit international et des traités du ministère des Affaires étrangères de la République d'Azerbaïdjan. 
De 2005 à 2009, il est nommé deuxième secrétaire, premier secrétaire et conseiller de l'ambassade de la République d'Azerbaïdjan auprès de la Confédération suisse. 
En 2009-2010, Ramin Hasanov dirige le département du droit international et des traités du ministère des Affaires étrangères de l'Azerbaïdjan, et en 2010-2013, il est chef adjoint du département. En 2013, il est nommé chef du Département du droit international et des traités du ministère des Affaires étrangères de l'Azerbaïdjan et occupe ce poste jusqu'en 2016.
La médaille « Pour distinction dans le service diplomatique » lui est décernée par arrêté du Président de la République d'Azerbaïdjan n° 2340 du 7 juillet 2012 . 
En 2016-2022 , R.Hasanov occupe le poste de l’Ambassadeur extraordinaire et plénipotentiaire de la République d'Azerbaïdjan en Allemagne.
Depuis le 19 août 2022, Ramin Hasanov est l’Ambassadeur extraordinaire et plénipotentiaire de l'Azerbaïdjan en Corée du Sud.